# Gare centrale de Bremerhaven
La gare centrale de Bremerhaven (en allemand : Bremerhaven Hauptbahnhof), est une gare ferroviaire allemande, située au centre-ville de Bremerhaven, dans le land de Brême.

## Historique
La station a été ouverte en 1914 comme une station de Geestemünde et a remplacé l'ancienne gare Geestemünde de 1862.

## Services des voyageurs

### Desserte
La gare permet de rejoindre : 
Brême : ligne de Deutsche Bahn (DB), Regionalexpress (RE) toutes heures tour à tour vers Osnabrück ou Hanovre, S-Bahn de Brême toutes les heures, correspondance à InterCity et InterCityExpress en Brême ;
Cuxhaven : ligne de DB, Regionalbahn (RB) de EVB 1-2 heures ;
Bremervörde-Buxtehude(-Hambourg) : 1-2 heures, ligne privée de EVB ;
et Bad Bederkesa : ligne touristique.
Depuis 2010 et la mise en place du S-Bahn de Brême, correspondances vers Brême et Oldenbourg.